# Jean-Marc Nattier
Jean-Marc Nattier (París, Regne de França, 1685 - 1766) fou un pintor de la història francès. Era fill de Marc Nattier (el vell) i de Maria Courtois, distingida miniaturista francesa, deixeble de Le Brun, nascuda vers l'any 1655 a París i morta en la mateixa ciutat. Jean-Marc estudià sota la direcció del seu pare i més tard en l'Acadèmia i en la Galeria Luxemburg. El 1718 fou membre de l'Acadèmia i el 1752 professor d'aquesta.
Des de 1737 fins a 1763 exposà en quasi tots els salons de París. Anteriorment havia rebut l'encàrrec de fer el retrat de tots els personatges més notables de la cort de l'Imperi Rus, que executà a Amsterdam. Pere el Gran restà tan satisfet d'aquell treball, que invità l'artista a anar a Rússia, pretensió a la qual no accedí Nattier, pel qual, irritat el tsar, es negà a pagar a aquell l'import dels seus retrats.
Altres disgusts de caràcter pecuniari amargaren l'existència de Nattier, i pobre i abandonat per tot el món, hagué d'implorar, el 1754, una pensió del rei (pensió que havia quedat vacant amb la mort de Cazes), acabant Nattier els seus dies en mig de la major misèria.

## Obra
Les seves obres d'assumptes mitològics resten quasi oblidades, però els seus retrats són avui molt apreciats, especialment els de dones, com els de Maria Leszczynska, esposa de Lluís XV; Elisabet de França (duquessa de Parma) en vestit de caça; Lluïsa Enriqueta de Borbó sota la forma d'Hebe; La Camargo, Galeria de Nantes; Caterina I, l'Hermitage de Sant Petersburg; Adelaida de França, com Diana, Galeria dels Uffizi (Florència), i d'altres.
- El Museu del Louvre només posseeix un quadre d'aquest pintor, la Magdalena,
- A Dresden hi ha el de Maurici de Savoia,
- A Versalles, Apolo protector de les arts, que presentà el 1715, per a ingressar en l'Acadèmia, però no ho aconseguí.
- Perseo portant el cap de Medusa a les noces de Fineu, amb aquesta obbra assolí l'etrada a l'Acadèmia (1718).
- La Batalla de Pultowa, per encàrrec de Pere el Gran de Rússia.

## Galeria

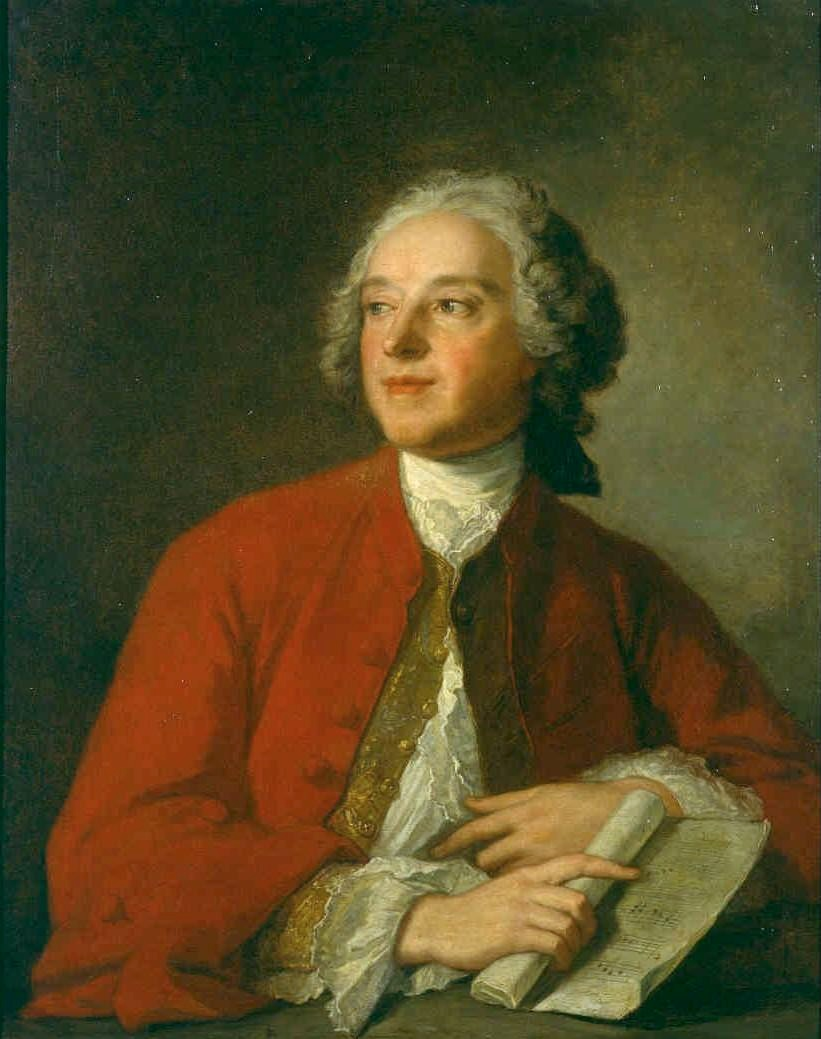
Quadre de Beaumarchais
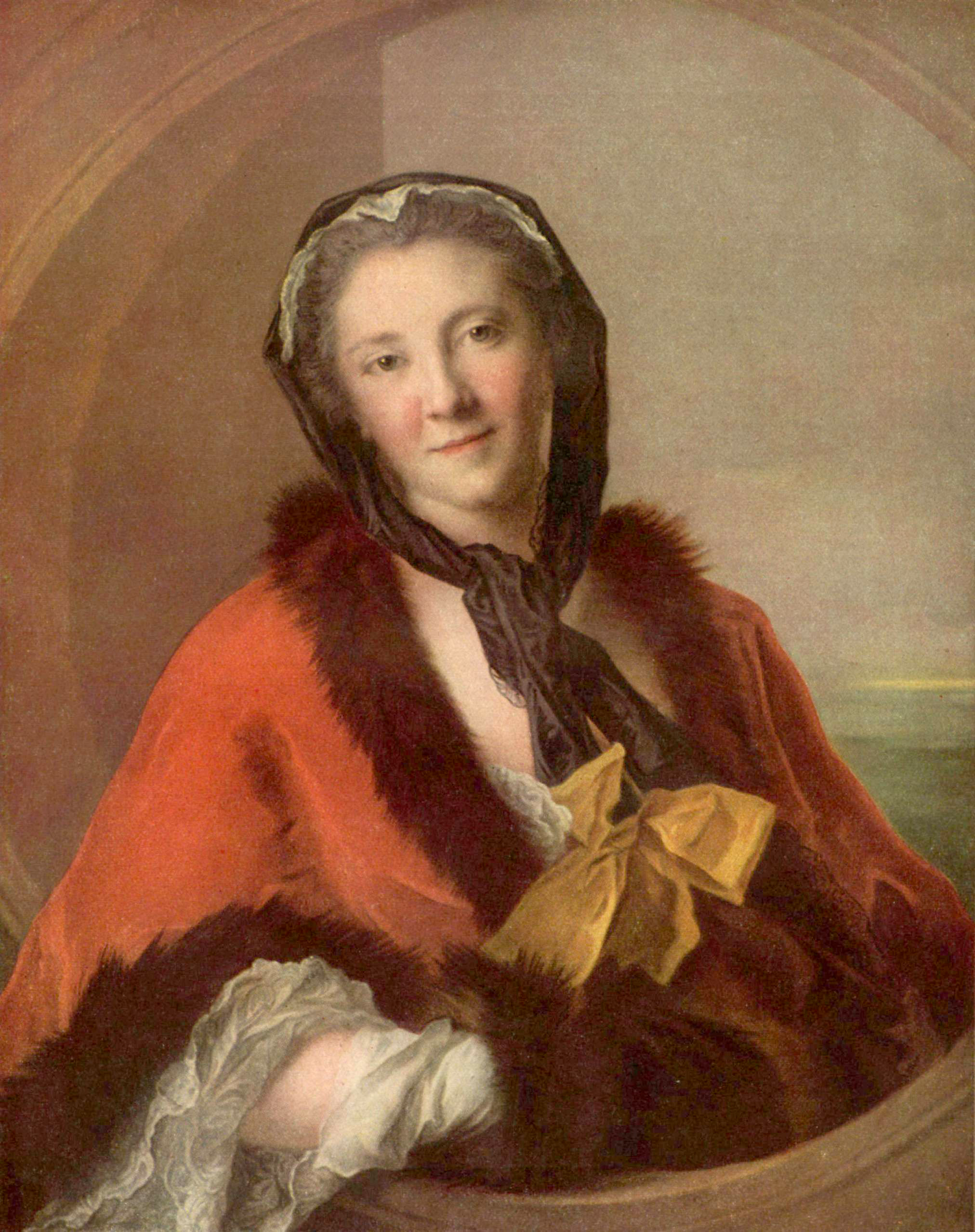
Retrat d'Ulla Sparre (1711-1768), esposa del comte Carl Gustaf Tessin
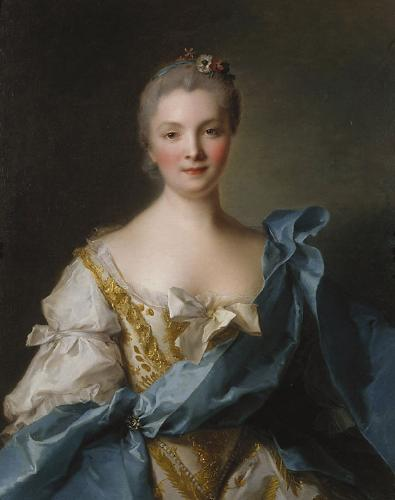
Madame de La Porte
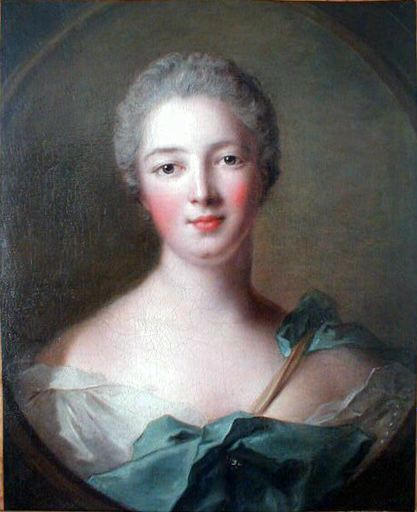
La Pompadour
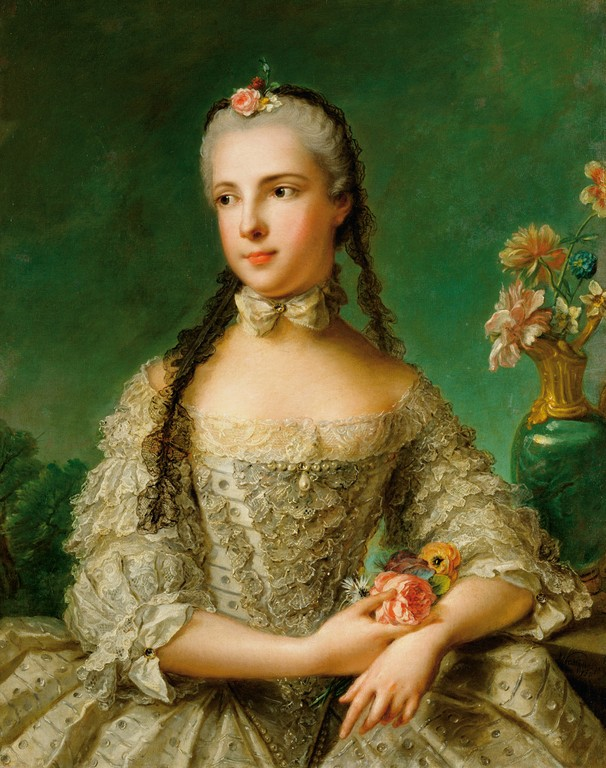
Princesa Isabel de Parma
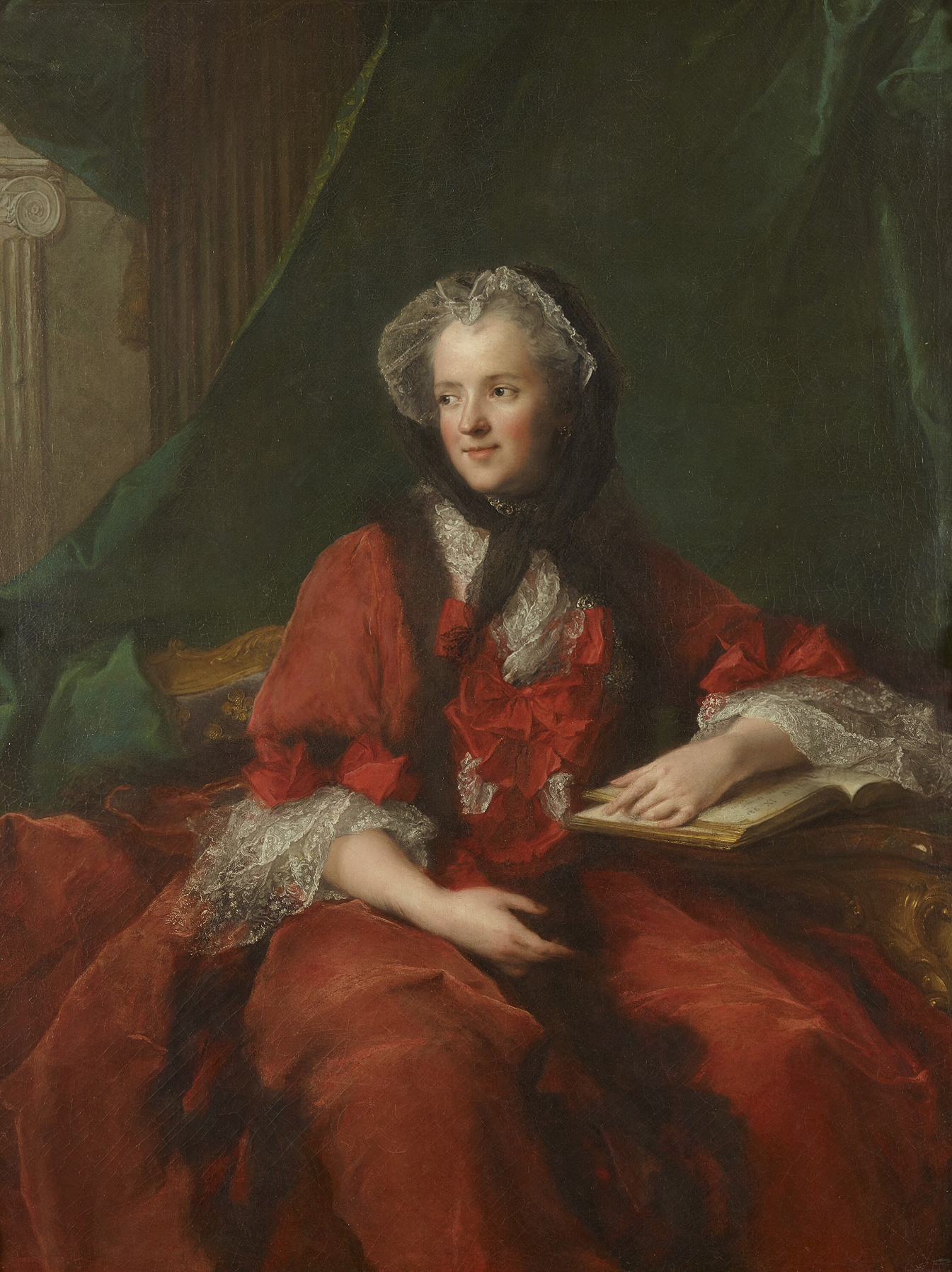
Marie Leszczyńska, reina de França
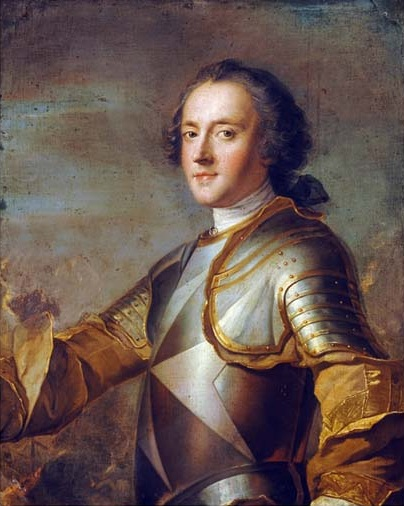
Retrat de Jean Philippe d'Orléans (1702-1748), gran prior del Temple
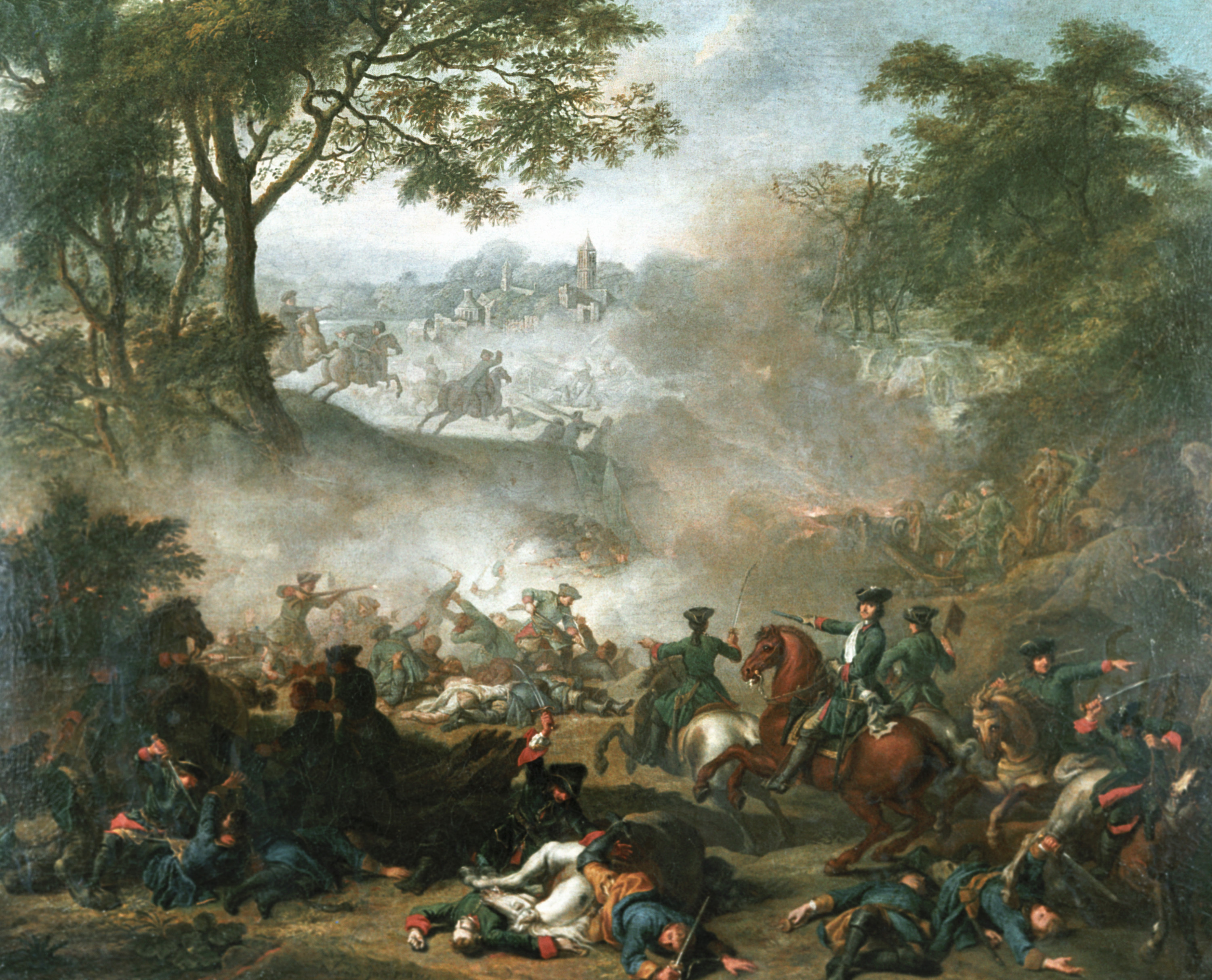
Batalla de Lesnawa
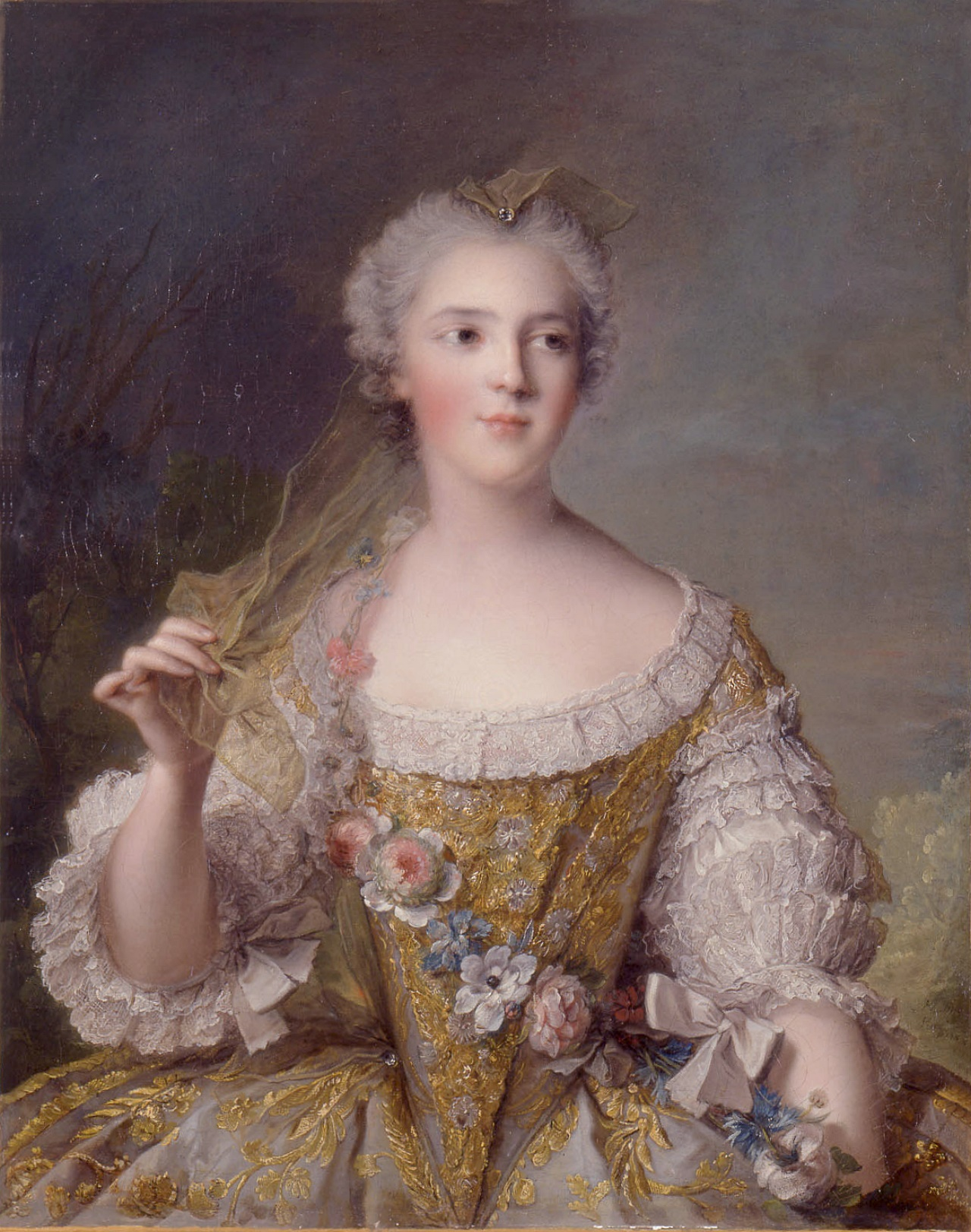
Sofia de França, Filla de Lluís XV
Lluïsa Enriqueta de Bourbon-Conti (1726–1759), última duquessa d'Orléans
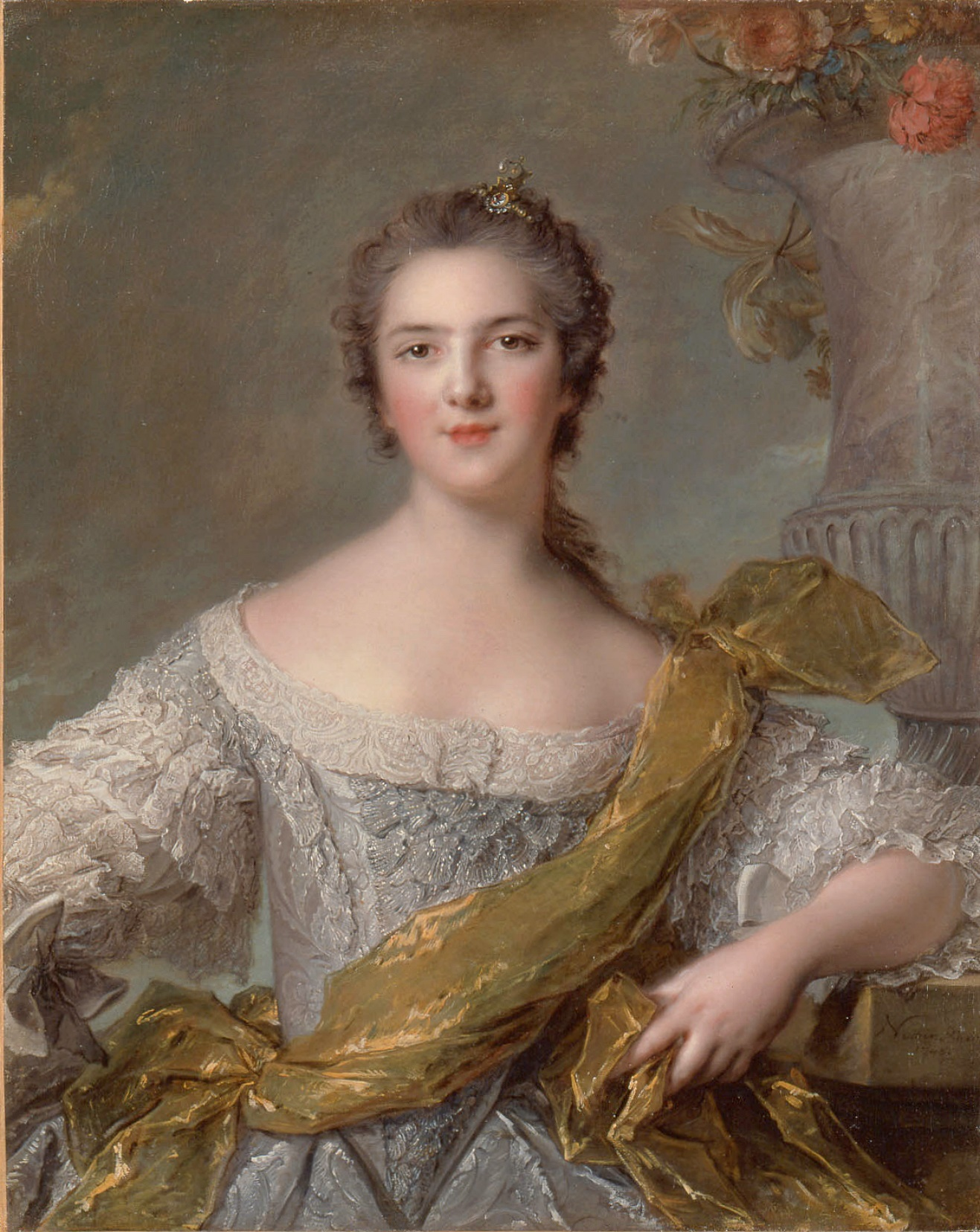
Victòria Lluïsa de França filla de Lluís XV
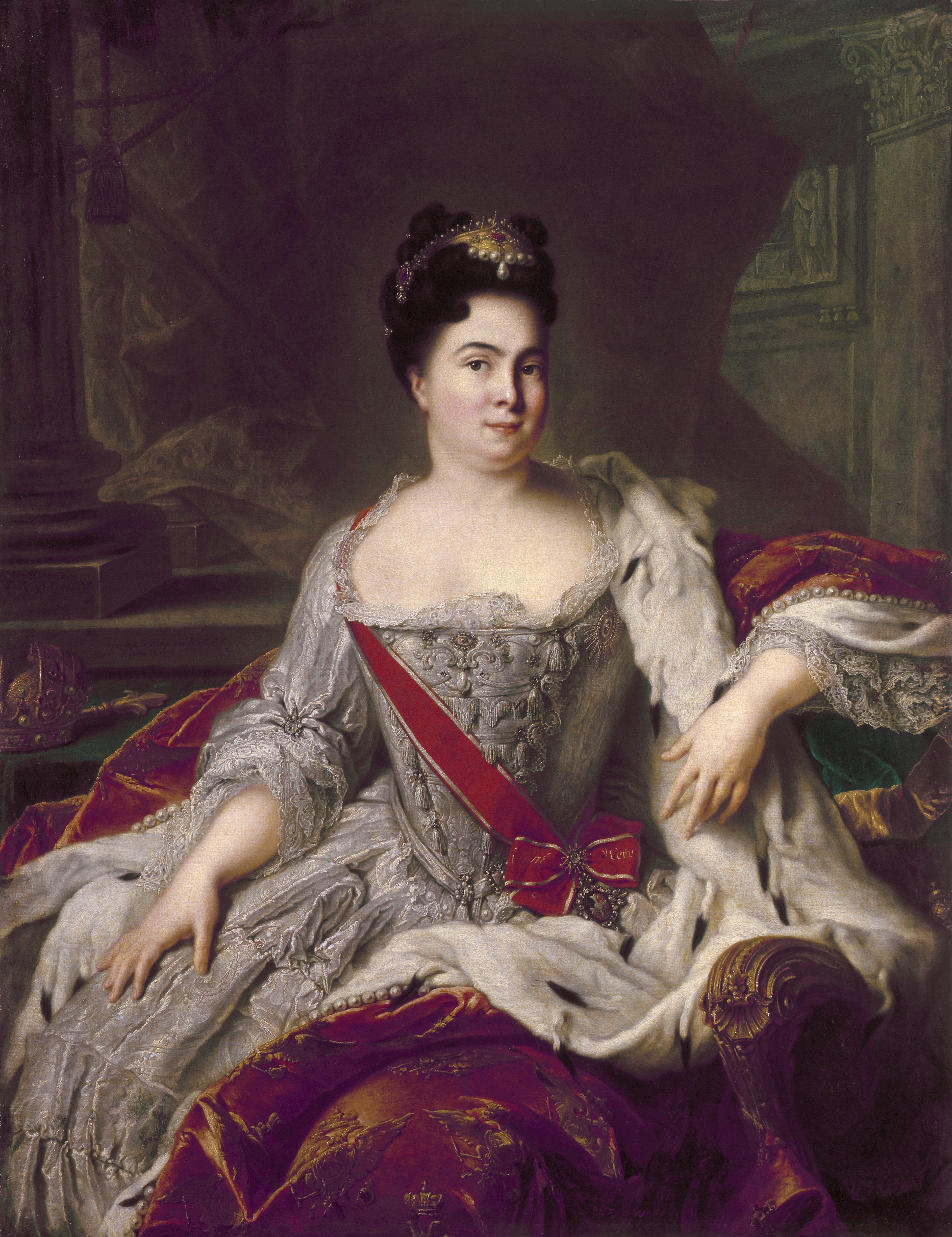
Retrat de Caterina I
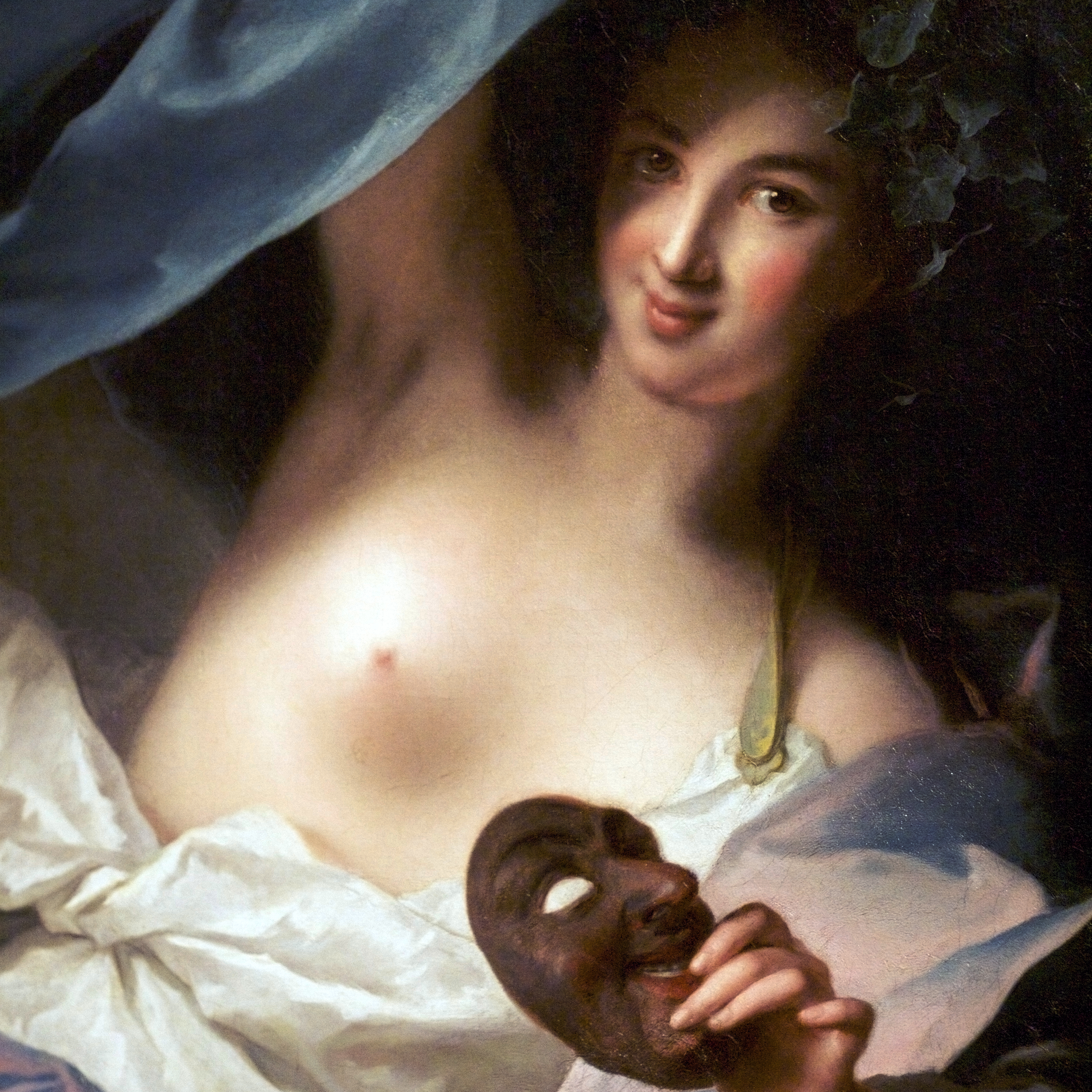
Talia, musa de la comèdia.